# 千葉文学三賞
千葉文学三賞（ちばぶんがくさんしょう）は、日本の文学賞。千葉文学賞、千葉児童文学賞、千葉随筆文学賞の3種類の賞の総称である。千葉日報社が主催していた。

## 概要
房総の文学振興を目的に創設された。応募資格は、千葉県内在住者か、在勤・在学者で、職業作家は除く。原則として未発表作品を募集している。入賞作品の版権は、千葉日報社に帰属する。賞金は、千葉文学賞が30万円、千葉児童文学賞、千葉随筆文学賞が各10万円（ただし、複数が入賞するか、佳作選出の場合は変動する）。千葉文学賞は、現代・歴史物を問わず募集され、規定枚数は、400字詰め原稿用紙27枚から30枚まで。千葉児童文学賞は、現代・歴史物を問わず、小学生から高校生までを対象にした童話、児童読み物、ヤングアダルト向け読み物が募集され、規定枚数は、400字詰め原稿用紙14枚から15枚まで。千葉随筆文学賞は、自分史、紀行文、身辺雑記などいわゆるノンフィクションのエッセイが募集され、規定枚数は、400字詰め原稿用紙10枚から15枚まで。
第21回千葉文学賞受賞の遠山あきは、藍綬褒章を受章している。第53回千葉文学賞受賞の柴崎日砂子は、第47回北日本文学賞選奨を受賞している。第56回千葉文学賞受賞の梅田丘匝は、第10回ちよだ文学賞を受賞している。
2022年10月17日、賞を主催する千葉日報社は、房総文学の振興という目的は果たされ、一定の役割は終えたとして千葉文学三賞の終了を発表した。